# Thaumastopeus nigritus
Thaumastopeus nigritus – gatunek chrząszcza z rodziny poświętnikowatych i podrodziny kruszczycowatych.

## Taksonomia
Gatunek ten opisany został po raz pierwszy w 1792 przez Josefa Aloysa Frölicha pod nazwą Cetonia nigrita. Wyróżnia się w jego obrębie dwa podgatunki:
- Thaumastopeus nigritus nigritus (Frölich, 1792)
- Thaumastopeus nigritus nigroaeneus (Waterhouse, 1841)

## Morfologia
Chrząszcz o ciele długości od 27 do 28 mm, dość mocno spłaszczonym, w zarysie wydłużonym. Oskórek całego ciała jest nagi, błyszczący, czarny. Głowa ma długi, głęboko wycięty nadustek o ostrych kątach i grubo punktowanej powierzchni. Przedplecze ma drobno punktowane części boczne. Powierzchnia pokryw jest w częściach wewnętrznych bardzo gładka, zaś po bokach i na wierzchołku delikatnie pomarszczona. Śródpiersie ma wyrostek międzybiodrowy wąski, ku przodowi zwężony. Wyrostek sternalny jest smukły i zakrzywiony. 

## Rozprzestrzenienie
Gatunek orientalny, znany z południowych Chin, kontynentalnych Indii, Nikobarów, Mjanmy, Laosu, Tajlandii, Malezji, Filipin oraz Indonezji (w tym z Jawy).